# Ryan Keely
Ryan Keely (2 de juliol de 1984; Seattle, Washington) és una actriu porno retirada, model i columnista estatunidenca.

## Biografia
Ryan Keely, nom artístic de Maria Menendezk, va néixer a la ciutat de Seattle (estat de Washington) al juliol de 1984, en una família amb ascendència cubana i irlandesa. Durant la seva adolescència, va estudiar i va fer teatre en l'institut. Va entrar en la indústria pornogràfica en 2006, als 22 anys.
Des dels seus començaments, va treballar per a estudis com Girlfriends Films, Evil Angel, Hustler, Zero Tolerance o Wicked Pictures.
L'octubre de 2009, Keely va ser triada Penthouse Pet de la revista Penthouse. Va arribar a ser finalista a Penthouse Pet of the Year en 2011, però va perdre contra Nikki Benz.
Es considera obertament bisexual i ella mateixa es proclama una nerd. Era bona amiga de la també actriu porno Haley Paige, morta en 2007.
El març de 2011, Keely va ser la imatge de la divisió femenina de la companyia de joguines sexuals Fleshlight.
Va estar nominada en tres ocasions als Premis AVN. En l'any 2011 en la categoria de Millor escena de sexe lèsbic per Women Seeking Women 63, que compartia amb Zoe Voss. En l'any 2012 a la Millor escena de masturbació i l'any 2013, de nou a Millor escena de sexe lèsbic, al costat de Jelena Jensen en la pel·lícula Me and My Girlfriend.
Es va retirar del negoci del porno l'any 2014, rodant fins llavors un total de 74 pel·lícules. En l'actualitat, treballa com a model i té una columna d'opinió anomenada "The Dirty Details" en la publicació Penthouse Forum.